# 劉易斯海崖
劉易斯海崖（英語：Lewis Bluff）是南極洲的海崖，位於瑪麗伯德地，處於麥科伊山東南面13公里的帕斯卡爾冰川和懷特冰川匯流處，由美國研究隊拍攝空中照片，現時由南極條約體系管理。